# Dobri Christow
Dobri Iwanow Christow, bułg. Добри Иванов Христов (ur. 14 grudnia 1875 w Warnie, zm. 23 stycznia 1941 w Sofii) – bułgarski kompozytor, dyrygent chóralny i pedagog.

## Życiorys
Ukończył szkołę średnią w Warnie, w czasie nauki prowadził szkolny chór i podjął pierwsze próby w zakresie kompozycji. W latach 1900–1903 studiował w konserwatorium w Pradze u Antonína Dvořáka. Po powrocie do kraju pracował jako nauczyciel i dyrygent chóralny, początkowo w Warnie, a od 1907 roku w Sofii. W 1908 roku otrzymał posadę chórmistrza opery w Sofii. W latach 1922–1933 był wykładowcą teorii muzycznej i dyrygentury w nowo utworzonej sofijskiej Akademii Muzycznej. Od 1935 do 1941 roku prowadził chór katedralny przy soborze św. Aleksandra Newskiego w Sofii. Od 1928 roku był członkiem Bułgarskiej Akademii Nauk.

## Twórczość
W swojej twórczości czerpał inspirację z bułgarskiej muzyki ludowej, za przykładem Antonína Dvořáka nie poddając jej jednak romantycznej idealizacji, lecz zachowując jej specyficzne cechy metrorytmiczne i harmoniczne. Gromadził bułgarski folklor muzyczny, był autorem dwóch prac z dziedziny teorii muzycznej: Ritmiczeskite osnowi na narodnata ni muzika (Sofia 1911) i Techniczeskijat stroeż na byłgarskata narodna muzika (Sofia 1928). Jako dyrygent po raz pierwszy wykonał w Bułgarii wiele dzieł z klasyki wokalno-instrumentalnej, np. oratorium Stworzenie świata Josepha Haydna.
Skomponował m.in. 2 Suity bałkańskie (1903, 1916), uwerturę Iwajło (1906), Tutrakanska epopeja (1907), a także liczne pieśni i utwory chóralne (m.in. dwie liturgie prawosławne, 1925 i 1934). Opracowywał też aranżacje bułgarskich pieśni ludowych.